# Liste der JJA-Awards-Sieger der 2020er Jahre
Die Liste der JJA-Awards-Sieger der 2020er Jahre führt alle Preise (Jazz Awards) auf, die von der US-amerikanischen Jazz Journalists Association ab 2020 vergeben wurden, unterteilt in die beiden Musiker- und Jazz-Journalismus-Kategorien.

## Kategorien der Jazzmusiker

### Preis für das Lebenswerk (Lifetime Achievement)
- 2020: Carla Bley,[1] nominiert waren: Roscoe Mitchell, Charles Lloyd, Eddie Palmieri, Chick Corea, Jimmy Cobb[2]
- 2021: Ron Carter, nominiert: Roscoe Mitchell, Charles Lloyd, Pharoah Sanders, Ron Carter[3] Ron Carter
- 2022: nominiert: George Coleman, Keith Jarrett, Charles Lloyd, Wadada Leo Smith
- 2024: Jack DeJohnette.  Nominiert Terri Lyne Carrington, George Coleman, John McLaughlin, Charles McPherson, Roscoe Mitchell

### Musiker des Jahres (Musician of the Year)
- 2020: Terri Lyne Carrington; nominiert: Kris Davis, Charles Lloyd, Christian McBride, Roscoe Mitchell,
- 2021: Terri Lyne Carrington. Nominiert: Terri Lyne Carrington, Maria Schneider, Charles Lloyd, William Parker
- 2022: nominiert: John Beasley, Steven Bernstein, Terri Lyne Carrington, Jim McNeely, Maria Schneider, Miguel Zenón
- 2024: Christian McBride, nominiert Kris Davis, Samara Joy, Myra Melford, Cécile McLorin Salvant, Henry Threadgill

### Nachwuchsmusiker (Up 'n' Coming Musician of the Year)
- 2020: Lakecia Benjamin, nominiert: Brandee Younger, Jaimie Branch, James Brandon Lewis, Joel Ross
- 2021: Emmet Cohen. Nominiert: Emmet Cohen, Nubya Garcia, Immanuel Wilkins, Lakecia Benjamin.
- 2022 nominiert: Zoh Amba, Isaiah Collier, Samara Joy, Immanuel Wilkins
- 2024: Isaiah J. Thompson, nominiert Zoh Amba, Isaiah Collier, Champian Fulton, Micah Thomas

### Arrangeur
- 2020: Miguel Zenón, nominiert: Michael Leonhart, Ted Nash, Brian Lynch
- 2021: Maria Schneider. Nominiert: John Beasley, Maria Schneider, Jacob Garchik
- 2022: nominiert: Terri Lyne Carrington, Mary Halvorson, Charles Lloyd, Miguel Zenón
- 2024: Darcy James Argue, nominiert Darcy James Argue, Maria Schneider, Billy Childs, Steve Lehman

### Komponist
- 2020: Kris Davis, nominiert: Roscoe Mitchell, Guillermo Klein, Miho Hazama
- 2021: Maria Schneider. Nominiert: Carla Bley, Ingrid Laubrock, Rob Mazurek, Ambrose Akinmusire, Maria Schneider
- 2022. nominiert: Mary Halvorson, Wadada Leo Smith, Tyshawn Sorey, Miguel Zenón
- 2024: Billy Childs. nominiert Darcy James Argue, Maria Schneider, Henry Threadgill

### Album des Jahres (Album of the Year)
- 2020: The Secret Between the Shadow and the Soul von Branford Marsalis (Okeh); nominiert: Sonero: The Music of Ismael Rivera von Miguel Zenón (Miel Music); Diatom Ribbons von Kris Davis (Pyroclastic Records); Glitter Wolf von Allison Miller's Boom Tic Boom (Royal Potato Family); We Are on the Edge: A 50th Anniversary Celebration vom Art Ensemble of Chicago (Pi Recordings).
- 2021: Data Lords. Nominiert: Data Lords von Maria Schneider Orchestra (ArtistShare), On the Tender Spot of Every Calloused Moment von Ambrose Akinmusire (Blue Note Records), Hero Trio von Rudresh Mahanthappa (Whirlwind Recordings), 8: Kindred Spirits (Live from the Lobero) von Charles Lloyd (Blue Note Records), Swallow Tales von John Scofield (ECM Records)
- 2022: nominiert: Ghost Song — Cécile McLorin Salvant (Nonesuch); Música De Las Américas — Miguel Zenón (Miel Music); New Standards Vol. 1 — Terri Lyne Carrington (Candid); Mesmerism — Tyshawn Sorey Trio (Yeros7 Music)
- 2024: where are we, Joshua Redman (Blue Note Records). Nominiert Dynamic Maximum Tension - Darcy James Argue's  Secret Society (Nonesuch Records);  The Winds of Change — Billy Childs (Mack Avenue Records); Diatom Ribbons Live at Village Vanguard — Kris Davis (Pyroclastic Records); The Omnichord Real Book — Meshell Ndegeocello (Blue Note Records); Uncle John’s Band — John Scofield (ECM); Melusine — Cécile McLorin Salvant (Nonesuch Records)

### Wiederveröffentlichung des Jahres (Reissue of the Year)
- 2020: Musical Prophet: The Expanded 1963 New York Studio Sessions von Eric Dolphy (Resonance Records); nominiert: Evans in England: Live at Ronnie Scott’s von Bill Evans (Resonance Records); Back on Indiana Avenue: The Carroll DeCamp Recordings von Wes Montgomery (Resonance Records); The Music Never Stops von Betty Carter (Blue Engine Records); Blue World von John Coltrane (Verve);Hittin’ the Ramp: The Early Years (1936 - 1943) von Nat King Cole (Resonance Records).
- 2021: Palo Alto von Thelonious Monk. Nominiert: Palo Alto von Thelonious Monk (Impulse! Records), Rollins in Holland von Sonny Rollins (Resonance Records), Just Coolin’ von Art Blakey and the Jazz Messengers (Blue Note Records), Bremen 1964 & 1975 von Charles Mingus (Sunnyside Records), The Complete 1975 Toronto Recordings von Paul Desmond (Mosaic Records), The Lost Berlin Tapes von Ella Fitzgerald (Verve Records)

- 2022 (Historical Record of the Year): nominiert: The Lost Album from Ronnie Scott’s — Charles Mingus (Resonance); Emerald City Nights: Live at the Penthouse — Ahmad Jamal (Elemental Music); Revival: Live at Pookie’s Pub — Elvin Jones (Blue Note); That’s What Happened (1982–1985): The Bootleg Series, Vol. 7 — Miles Davis (Legacy Recordings)

- 2024: Evenings at the Village Gate, John Coltrane and Eric Dolphy. Nominiert Miles Davis in Concert at the Olympia Paris 1957 (Fresh Sounds Records); Emerald City Nights: Live at the Penthouse 1966-1968, Ahmad Jamal (Anagram/Elemental Music); The Complete Maiden Voyage Recordings,  Art Pepper (Omnivore Recordings); You’ve Got to Learn, Nina Simone (Verve Records)

### Musikproduzent des Jahres
- 2002: nominiert:David Breskin, Terri Lyne Carrington, Zev Feldman, Matt Pierson
- 2024: Zev Feldman.  Nominiert Dave Douglas, Don Was, Cory Weeds

### Label des Jahres
- 2020: ECM, nominiert: Resonance Records, Pi Recordings, Smoke Sessions Records, High Note Records / Savant
- 2021: Resonance Records. Nominiert: Blue Note Records, Mack Avenue Records, Resonance Records, Pi Recordings, ECM Records, Sunnyside Records
- 2022: nominiert: Record Label of the Year: Blue Note, ECM Records, Pi Recordings, Pyroclastic, Smoke Sessions
- 2024: Year Blue Note Records. Nominiert Cellar Music Group; ECM; High Note/Savant Records; Mack Avenue Records; Origin Records; Pi Recordings; Pyroclastic Records

### Mittelgroßes Ensemble (Midsize Ensemble)
(ab 2014 Midsize Ensemble)
- 2020: Allison Miller's Boom Tic Boom, nominiert: Myra Melford's Snowy Egret, Harriet Tubman, Branford Marsalis Quartet, Miguel Zenón Quartet
- 2021: Artemis. Nominiert: Artemis, Charles Lloyd & The Marvels, Mary Halvorson’s Code Girl, Shabaka and the Ancestors, Thumbscrew, Carla Bley Trio
- 2024: Artemis, nominiert Billy Childs Quartet; Julian Lage Trio with Bill Frisell, Oded Tzur Quartet; John Scofield Trio; Tyshawn Sorey Trio

### Großes Ensemble (Large Ensemble)
- 2020: Art Ensemble of Chicago 50th Anniversary, nominiert: Sun Ra Arkestra, Orrin Evans and the Captain Black Big Band, Jazz at Lincoln Center Orchestra, Anat Cohen Tentet
- 2021: Maria Schneider Orchestra. Nominiert: Sun Ra Arkestra, Maria Schneider Orchestra, Rob Mazurek’s Exploding Star Orchestra, John Beasley MONK’estra, Orrin Evans and the Captain Black Big Band, Jazz at Lincoln Center Orchestra with Wynton Marsalis
- 2022: nominiert: Arturo O’Farrill Afro Latin Jazz Orchestra, Maria Schneider Orchestra, Sun Ra Arkestra
- 2024: Sun Ra Arkestra. Nominiert Darcy James Argue’s Secret Society, Clayton-Hamilton Orchestra, Mingus Big Band, Ulysses Owens Jr. Big Band, Angelica Sanchez Nonet, Maria Schneider Jazz Orchestra, WDR Big Band

### Midsize Ensemble of the Year (Trio bis Oktett)
- 2022: nominiert: Bill Frisell Four, Charles Lloyd Trio, Christian McBride’s New Jawn, Redman Mehldau McBride Blade, Tyshawn Sorey Trio, Miguel Zenón Quartet

### Duo
- 2021: Bill Frisell & Thomas Morgan. Nominiert: Angelica Sanchez & Marilyn Crispell, Brandee Younger & Dezron Douglas, Ingrid Laubrock & Tom Rainey, Bill Frisell & Thomas Morgan, Michael Musillami und Peter Madsen
- 2022: nominuert: Arturo O’Farrill Afro Latin Jazz Orchestra, Maria Schneider Orchestra, Sun Ra Arkestra
- Midsize Ensemble of the Year (Trio to Octet): Bill Frisell Four, Charles Lloyd Trio, Christian McBride’s New Jawn, Redman Mehldau McBride Blade, Tyshawn Sorey Trio, Miguel Zenón Quartet
- 2024: Fred Hersch & Esperanza Spalding.  Nominiert Geri Allen-Kurt Rosenwinkel; Miguel Zenón-Luis Perdomo; Ivo Perelman-Matthew Shipp

### Sänger
- 2020: Kurt Elling; nominiert: José James, Gregory Porter, Giacomo Gates
- 2021: Kurt Elling. Nominiert: Kurt Elling, Dwight Trible, Theo Bleckmann, Gregory Porter
- 2022: nominiert: Kurt Elling, Giacomo Gates, José James, Gregory Porter
- 2024: Kurt Elling. Nominiert Allan Harris, José James, Gregory Porter

### Sängerin
- 2020: Cécile McLorin Salvant; nominiert: Veronica Swift, Jazzmeia Horn, Sara Gazarek, Catherine Russell
- 2021: Cécile McLorin Salvant; Nominiert: Veronica Swift, Jazzmeia Horn, Cécile McLorin Salvant, Sara Serpa, Thana Alexa
- 2022: nominiert: Samara Joy, Cécile McLorin Salvant, Catherine Russell, Veronica Swift
- 2024: Cécile McLorin Salvant. Nominiert Samara Joy, Champian Fulton, Veronica Swift, Nicole Zuraitis

### Vokalgruppe
- 2021: Duchess; Nominiert: The Royal Bopsters, Duchess, säje, The Manhattan Transfer, New York Voices
- 2022: nominiert: Duchess, The Manhattan Transfer, The Royal Bopsters
- 2024 nicht vergeben

### Trompeter
- 2020: Christian Scott aTundé Adjuah, nominiert: Dave Douglas, Jeremy Pelt, Wadada Leo Smith, Wynton Marsalis, Brian Lynch
- 2021: Ambrose Akinmusire; Nominiert: Christian Scott aTundé Adjuah, Ambrose Akinmusire, Ron Miles, Jeremy Pelt
- 2022: nominiert: Ambrose Akinmusire, Tom Harrell, Wynton Marsalis, Jeremy Pelt, Wadada Leo Smith
- 2024: Ambrose Akinmusire. Nominiert Dave Douglas, Eddie Henderson, Wynton Marsalis, Jeremy Pelt, Terell Stafford

### Posaunist
- 2020: Wycliffe Gordon, nominiert: Michael Dease, Ryan Keberle, Steve Swell
- 2021: Wycliffe Gordon; Nominiert: Michael Dease, Ryan Keberle, Wycliffe Gordon, Marshall Gilkes
- 2022: nominiert: Michael Dease, Marshall Gilkes, Wycliffe Gordon, Ryan Keberle, Steve Turre
- 2024: Trombone Shorty. Nominiert Michael Dease, Jacob Garchik, Marshall Gilkes, Jennifer Wharton

### Blechbläser-Spezialist
- 2021: Howard Johnson, Nominiert: Theon Cross, Bob Stewart, Howard Johnson, Steven Bernstein
- 2022: nominiert: Bob Stewart (Tuba), Marcus Rojas (Tuba), Theon Cross (tuba), Steven Bernstein (Ventiltrompete, Trompete)
- 2024: Marcus Rojas (Tuba). Nominiert Bob Stewart (tuba), Theon Cross (tuba)

### Holzbläser (Multi-Reeds Player)
- 2020: Joe Lovano, nominiert: James Carter, Roscoe Mitchell, Scott Robinson
- 2021: Scott Robinson; Nominiert: Anna Webber, Ted Nash, Scott Robinson
- 2022: nominiert: Scott Robinson, Roscoe Mitchell, Chris Potter
- 2024: James Carter. Nominiert  Jeff Coffin, Roscoe Mitchell, Scott Robinson

### Altsaxophonist
- 2020: Miguel Zenón, nominiert: Steve Lehman, Gary Bartz, Bobby Watson, Matana Roberts, Steve Coleman
- 2021: Gary Bartz; Nominiert: Rudresh Mahanthappa, Immanuel Wilkins, Lakecia Benjamin, Miguel Zenón, Gary Bartz, Tim Berne
- 2022: nominiert: Kenny Garrett, Bobby Watson, Immanuel Wilkins, Miguel Zenón
- 2024: Lakecia Benjamin. Nominiert Kenny Garrett, Vincent Herring, Charles McPherson, Immanuel Wilkins, Miguel Zenón

### Tenorsaxophonist
- 2020: Chris Potter, nominiert: Branford Marsalis, Melissa Aldana, Joe Lovano
- 2021: Charles lloyd; Nominiert: Charles Lloyd, J. D. Allen III, Joe Lovano, Joshua Redman
- 2022: nominiert: Melissa Aldana, Charles Lloyd, Chris Potter
- 2024: Joshua Redman. Nominiert Joe Lovano, Chris Potter, Walter Smith III

### Baritonsaxophonist
- 2020: Lauren Sevian, nominiert: Gary Smulyan, Claire Daly, James Carter, Ronnie Cuber, Scott Robinson
- 2021: Scott Robinson; Nominiert: Brian Landrus, Lauren Sevian, Scott Robinson, Claire Daly, Gary Smulyan
- 2022: nominiert: James Carter, Brian Landrus  Scott Robinson, Lauren Sevian, Gary Smulyan
- 2024: Claire Daly. Nominiert : James Carter, Scott Robinson, Gary Smulyan

### Sopransaxophonist
- 2020: Jane Ira Bloom, nominiert: Sam Newsome, Dave Liebman, Branford Marsalis
- 2021: Branford Marsalis, Nominiert: Jane Ira Bloom, Branford Marsalis, Sam Newsome
- 2022: nominiert: Jane Ira Bloom, Dave Liebman, Branford Marsalis, Sam Newsome
- 2024: Branford Marsalis, nominiert Jane Ira Bloom, Jane Bunnett, Dave Liebman, Sam Newsome

### Flötist
- 2020: Nicole Mitchell, nominiert: Charles Lloyd, Jamie Baum, Elena Pinderhughes
- 2021: Nicole Mitchell; Anat Cohen; Nominiert: Jamie Baum, Charles Lloyd, Nicole Mitchell
- 2022: nominiert: Jamie Baum, Charles Lloyd, Nicole Mitchell
- 2024: Nicole Mitchell, nominiert Jamie Baum, Charles Lloyd, Elena Pinderhughes

### Klarinettist
- 2020: Anat Cohen, nominiert: Ben Goldberg, Don Byron, Ken Peplowski
- 2021: Nominiert: Evan Christopher, Anat Cohen, Ken Peplowski, Ben Goldberg
- 2022: nominiert: Anat Cohen, Ben Goldberg, Todd Marcus, Ken Peplowski, Jason Stein
- 2024: Anat Cohen, nominiert Don Byron, Ben Goldberg, Ken Peplowski

### Gitarrist
- 2020: Bill Frisell, nominiert: Mary Halvorson, Miles Okazaki, Julian Lage, John Scofield
- 2021: Bill Frisell; Nominiert: Bill Frisell, Mary Halvorson, Pat Metheny, Peter Bernstein, Jeff Parker
- 2022: nominiert: Bill Frisell, Julian Lage, Mary Halvorson
- 2024: Mary Halvorson. Nominiert Peter Bernstein, Gilad Hekselman, Julian Lage, Pat Metheny, Kurt Rosenwinkel, John Scofield

### Pianist
- 2020: Kris Davis, nominiert: Gerald Clayton, Chick Corea, Matthew Shipp, Myra Melford
- 2021: Kris Davis; Nominiert: Kris Davis, Brad Mehldau, Carla Bley, Matthew Shipp
- 2022: nominiert: Kenny Barron, Emmet Cohen, Kris Davis, Brad Mehldau, Gonzalo Rubalcaba
- 2024: Kenny Barron. Nominiert Emmet Cohen, Kris Davis, Aaron Diehl, Sullivan Fortner, Jason Moran

### Keyboarder
- 2020: Herbie Hancock, nominiert: Akiko Tsuruga, Craig Taborn, Brian Charette
- 2021: Chick Corea; Nominiert: Craig Taborn, Joey DeFrancesco, Chick Corea, Gary Versace, Dr. Lonnie Smith
- 2022: nominiert: Brian Charette, James Francies, Robert Glasper. John Medeski, Craig Taborn
- 2024: Herbie Hancock. Nominiert Pat Bianchi, Brian Charette, John Medeski, Tony Monaco

### Bassist
- 2020: Linda May Han Oh, nominiert: William Parker, Thomas Morgan, Christian McBride, Dave Holland, Ron Carter, Reggie Workman,
- 2021: Linda May Han Oh; Nominiert: Christian McBride, Linda May Han Oh, Dave Holland, Wiliam Parker, Eric Revis
- 2022: nominiert: Ron Carter, Linda May Han Oh, Christian McBride, Wulliam Parker
- 2024: Linda May Han Oh, nominiert Ron Carter, Luques Curtis, Dave Holland, Christian McBride

### E-Bassist
- 2021: Steve Swallow;Nominiert: Steve Swallow, Derrick Hodge, John Patitucci, Thundercat, Trevor Dunn, Luke Stewart
- 2022: nominiert: Stanley Clarke, Melvin Gibbs, John Patitucci, Esperanza Spalding, Steve Swallow, Victor Wooten
- 2024: Esperanza Spalding. Nominiert Stanley Clarke, Christian McBride, Marcus Miller

### Violinist/Cellist/Harfenist
- 2020: Tomeka Reid, nominiert: Brandee Younger, Jenny Scheinman
- 2021: Brandee Younger; Nominiert: Brandee Younger, Tomeka Reid, Regina Carter, Mark Feldman
- 2022: nominiert: Regina Carter, Sara Caswell, Mark Feldman, Tomeka Reid
- 2024: Tomeka Reid

### Perkussionist
- 2020: Zakir Hussain, nominiert: Pedrito Martinez, Adam Rudolph, Cyro Baptista
- 2021: Pedrito Martinez; Nominiert: Cyro Baptista, Zakir Hussain, Pedrito Martinez, Adam Rudolph, Roman Diáz
- 2022: nominiert: Rogerio Boccato, Kahil El’Zabar, Zakir Hussain, Pedrito Martinez
- 2024: Kahil El’Zabar. Nominiert Hamid Drake, Giovanni Hidalgo, Adam Rudolph

### Marimba-/Vibraphonist
- 2020: Joel Ross, nominiert: Warren Wolf, Stefon Harris, Joe Locke
- 2021: Joel Ross; Nominiert: Joe Locke, Patricia Brennan, Warren Wolf, Joel Ross, Chris Dingman
- 2022: nominiert: Sasha Berliner, Patricia Brennan, Joe Locke, Joel Ross
- 2024: Joel Ross. Nominiert Jason Adasiewicz, Chris Dingman, Joe Locke, Cecilia Smith

### Schlagzeuger
- 2020:Terri Lyne Carrington, nominiert Andrew Cyrille, Allison Miller, Tyshawn Sorey, Brian Blade
- 2021: Terri Lyne Carrington; Nominiert: Brian Blade, Johnathan Blake, Eric Harland, Terri Lyne Carrington, Tyshawn Sorey
- 2022: nominiert: Brian Blade, Johnathan Blake, Terri Lyne Carrington, Rudy Royston, Tyshawn Sorey, Jeff Tain Watts
- 2024: Brian Blade. Nominiert Johnathan Blake, Terri Lyne Carrington, Rudy Royston, Tyshawn Sorey, Jeff “Tain” Watts

### Spieler selten eingesetzter Instrumente (Player of the Year of Instruments Rare in Jazz)
- 2020: Brandee Younger (harp), nominiert: Susan Alcorn (pedal steel guitar}, Grégoire Maret (harmonica), Gary Versace (accordion), Theon Cross (tuba), Scott Robinson (reeds, brass u.a.)
- 2021: Susan Alcorn; Nominiert: Grégoire Maret, Mundharmonika; Brandee Younger, Harfe; Susan Alcorn, Pedal-Steel-Guitar
- 2022: nominiert: Grégoire Maret, Harmonika; Scott Robinson, versch. Instrumente; Brandee Younger, Harfe
- 2024: Béla Fleck. Nominiert Susan Alcorn (pedal steel guitar); Grégoire Maret (harmonica); Scott Robinson (multiple instruments)

### Elektronik
- 2021: Kassa Overall: Nominiert: Ikue Mori, Rob Mazurek, Georgia Anne Muldrow, Kassa Overall, Jim Baker, Val Jeanty
- 2022: nominiert: Hardedge, Val Jeanty, Ikue Mori, Moor Mother
- 2024 nicht mehr vergeben

## Jazz-Journalismus-Kategorien (Jazz Journalism Categories)

### Preis für das Lebenswerk im Jazz-Journalismus (Jazz Journalism Lifetime Achievement)
- 2020: Stanley Crouch; nominiert: Ben Ratliff, Larry Blumenfeld, Howard Reich, Dan Ouellette
- 2021: Kevin Whitehead. Nominiert: Howard Reich, Nate Chinen, Marc Myers, Paul de Barros, Ben Ratliff
- Greg Tate, nominiert: Larry Blumenfeld, Will Friedwald, John McDonough, Dan Ouellette
- 2024: Will Friedwald. Nominiert Nate Chinen, Robin D.G. Kelly, John Litweiler

### Jazz-Dokumentarfilm des Jahres
- 2021: Billie (Billie Holiday), Regie: James Erskine; Nominiert: Billie (Billie Holiday), Regie: James Erskine: Buster Williams Bass to Infinity, Regie: Adam Kahan: Motian in Motion (Paul Motian), Regie: Michael Patrick Kelly; Universe (Wallace Roney documentary), Regie: Sam Osborn & Nick Capezzera;
- 2024: -

### The Helen Dance–Robert Palmer Award for Review and Feature Writing
- 2020: Nate Chinen, nominiert: Larry Blumenfeld, Giovanni Russonello, Ted Panken
- 2021: Ted Panken; Nominiert: Nate Chinen, Ted Panken, Maria Golia, Giovanni Russonello
- Ted Gioia, nominiert: Nate Chinen, Maria Golia, Giovanni Russonello
- 2024: Larry Blumenfeld. Nominiert Michelle Mercer, Marcus J. Moore

### The Willis Conover–Marian McPartland Award for Broadcasting
- 2020: Richard Hadlock, "Annals of Jazz", KJAZ, KQED, KCSM; nominiert: Rusty Hassan, WPFW; Simon Rentner, "The Checkout" auf WBGO; Alisa Clancy, KCSM, "A Morning Cup of Jazz."
- 2021: Gary Walker. Nominiert: Gary Walker, (Morning Jazz, WBGO); Rusty Hassan (Washington, D.C., WPFW), Alisa Clancy (KCSM Public Television and Public Radio, San Mateo, CA), Sid Gribetz (WKCR in New York City), Arturo Gomez (KUVO, Denver)
- Rusty Hassan, nominiert Sid Gribetz (WKCR)
- 2024: Sid Gribetz. Nominiert Matt Fleeger (KHMD), Dick Golden (SiriusXM)

### The Lona Foote–Bob Parent Award for Photography
- 2020: Richard Conde, nominiert: Robert Sutherland-Cohen, Peter Gannushkin, Steven Sussman
- 2021: Nominiert: Peter Gannushkin – work samples; Robert Sutherland-Cohen – work samples; Lauren Deutsch – work samples; Steven Sussman – work samples; Alan Nahigian, photographer and illustrator; Luciano Rossetti – work samples
- 2022: Carol Friedman, nominiert: Peter Gannushkin; Robert Sutherland-Cohen
- 2024: Adriana Mateo, nominiert Chuck Koton, Marc PoKempner, Luciano Rossetti

### Beste Zeitschrift/Website
- 2020: JazzTimes, nominiert: HotHouse, All About Jazz, The New York City Jazz Record, Down Beat, Jazziz
- 2021: Down Beat Nominiert: AllAboutJazz.com, DownBeat, JazzTimes, The New York City Jazz Record
- 2022: Down Beat, nominiert JazzTimes, Jazziz, The New York City Jazz Record, The Syncopated Times
- 2024: Down Beat, nominiert AllAboutJazz.com, The New York City Jazz Record

### Blog des Jahres
- 2020: WBGO.org, nominiert: Jazz Profiles von Steven Cerra,Do the Math von Ethan Iverson, Nate Chinen, Director of Editorial Content, JazzOnTheTube.com von Ken McCarthy, Jazz Wax von Marc Myers
- 2021: Do The Math; Nominiert: Do The Math, von Ethan Iverson; Rifftides, von Doug Ramsey; Jazz Wax, von Marc Myers; WBGO.org, von Nate Chinen
- THE HONEST BROKER von Ted Gioia

Nominiert : Do The Math von Ethan Iverson; JazzWax von Marc Myers
- 2024: The Honest Broker, by Ted Gioia, nominiert Chronicles, von Vinnie Sperrazza, Jazz Wax von Marc Myers; Transitional Technology/Do The Math von Ethan Iverson

### Jazz Podcast des Jahres
- 2021: JAZZ UNITED. bei WBGO, von Greg Bryant und Nate Chinen; Nominiert: Jazz United von WBGO, moderiert von Greg Bryant und Nate Chinen; The Checkout von WBGO, moderiert von Simon Rentner; Burning Ambulance, von Philip Freeman; Straight No Chaser – A Jazz Show, von Jeffrey Siegel
- 2022: Jazz United von WBGO, moderiert von Greg Bryant und Nate Chinen. Nominierung : Burning Ambulance, von Phil Freeman
- 2024: The Buzz: The JJA Podcast. Nominiert: Burning Ambulance, by Phil Freeman; Improv Exchange, by Leander Young; The Third Story with Leo Sidran

### Live Stream Produzent des Jahres
- 2021: Village Vanguard Live Stream, Nominiert: The Jazz Gallery Online: The Live-Stream Concerts, produziert von Rio Sakairi, Jazz Gallery; Village Vanguard Livestream, Regie: Mike Larson, produziert vom Village Vanguard; HotHouseGlobal Livestream, produziert und organisiert von aMrguerite Horberg, Gründerin/CEO von HotHouse; Force Majeure Brunch live stream auf Facebook. produziert von Brandee Younger & Dezron Douglas; Tune of the Day auf Facebook, produziert von Fred Hersch.
- 2022: Enmet Cohen: LIVE FROM EMMET’S PLACE. nominiert: Village Vanguard, “Livestream Events”; Jimmy Greenfield, “Soapbox Gallery”; The Jazz Gallery, “Livestream Concerts”
- 2024: nicht vergeben

### Bestes Buch
- 2020: Jazz from Detroit (University of Michigan Press) von Mark Stryker; nominiert:  Music: A Subversive History (Basic Books), von Ted Gioia; Rabbit's Blues: The Life and Music of Johnny Hodges (Oxford University Press), von Con Chapman; Women in Jazz: The Women, The Legends & Their Fights (8th House Publishing) von Sammy Stein; Miles Davis: New Research on Miles Davis and His Circle (Masaya Music) von Masaya Yamaguchi
- 2021: LIFE IN E FLAT (Cymbal Press) von Phil Woods mit Ted Panken. Nominiert: Ornette Coleman: The Territory and the Adventure von Maria Golia (Reaktion Books); Life in Eflat, The Autobiography of Phil Woods, von Phil Woods mit Ted Panken (Cymbal Press); Bebop Fairy Tales: An Historical Fiction Trilogy on Jazz, Intolerance, and Baseball, von Mark Ruffin (Rough In Creative Works); Dave Brubeck: A Life in Time, von Philip Clark (Hatchette); Straighten Up and Fly Right: The Life and Music of Nat King Cole, von Will Friedwald (Oxford University Press); Play the Way You Feel: The Essential Guide to Jazz Stories on Film von Kevin Whitehead (Oxford University Press).
- 2022: "Mary Lou Williams: Music for Our Soul" von Deanna Witkowski (Liturgical Press), nominiert: Reflectory: The Life and Music of Pepper Adams, by Gary Carner (Lulu Press); The Lady Swings: Memoirs of a Jazz Drummer, by Dottie Dodgion and Wayne Enstice (University of Illinois Press); Ode to a Tenor Titan: The Life and Times and Music of Michael Brecker, by Bill Milkowski (Backbeat Books); Universal Tonality: The Life of William Parker, by Cisco Bradley (Duke University Press)
- Book of the Year About Jazz: Biography or Autobiography 2024: Easily Slip Into Another World: A Life in Music, by Henry Threadgill with Brent Hayes Edwards (Penguin Random House). Nominiert Being Gerry Mulligan: My Life in Jazz, Gerry Mulligan with Ken Poston (Rowan & Littlefield); Cedar: The Life and Music of Cedar Walton, by Ben Markley (University of North Texas Press); Gentleman of Jazz: A Life in Music, by Ramsey Lewis with Aaron Cohen (Blackstone Publishing); Goin’ Back To T-Town: The Ernie Fields Territory Big Band, by Carmen Fields (University of Oklahoma Press); Rhythm Man: Chick Webb and the Beat That Changed America, by Stephanie Stein Crease (Oxford University Press)

### Book of the Year About Jazz: History, Criticism and Culture
- 2024: In Search of a Beautiful Freedom, by Farah Jasmine Griffin (Norton). Nominiert: The Dark Tree: Jazz and the Community Arts in Los Angeles, by Steven L. Isoardi (Duke University Press); Jazz and Death: Reception, Rituals and Representations, by Walter van de Leur (Routledge); Kansas City Jazz: A Little Evil Will Do You Good, by Con Chapman, (Equinox); Tokyo Jazz Joints, Philip Arneill (Kehrer Verlag); The Williamsburg Avant-Garde: Experimental Music and the Sound of the Brooklyn Waterfront, by Cisco Bradley (Duke University Press).

### Lona Foote-Bob Parent Award for Career Achievement in Photography
- 2021: Seven Sussman: Nominiert: Peter Gannushkin; Robert Sutherland-Cohen; Lauren Deutsch; Alan Nahigian; Luciano Rossetti
- 2022:
- 2024:

### Bestes Foto
- 2020: Jazzmeia Horn, Belgrade Jazz Festival, von Nedici Dragoslav; nominiert: Victor Lewis, Half Note Jazz Club in Athen, von Thrassos Irinis; Francesco Diodati Yellow Squeeds, Umbria Jazz Winter 2019/Palazzo del Popolo von Andrea Rotili; Kiyoshi Kitagawa, Leopolis Jazz Fest Lviv, Ukraine, von Serhiy Horobets; Marco Piccirillo, Milk Jazz Way, Turin, von Carlo Mogavero.
- 2021: Riccardo Pittau e Gli Amici di Matteo von Luciano Rossetti Nominiert: Riccardo Pittau e Gli Amici di Matteo von Luciano Rossetti, Renaud Garcia-Fons von Urszula Las, Steve Nobelvon Pavel Korbut, Wu Wei and Klaas Hekman with cows von Joke Schot, Ernest McCarty von Nate Guidry
- 2022: Lakecia Benjamin by URSZULA LAS

Jazz Jamboree Warsaw Poland
Nominees: Lauren Deutsch, Miguel Zénon, Hyde Park Jazz Festival, Chicago; Serge Heimlich, Theo Ceccaldi, Like A Jazz Machine in Dudelange, Luxembourg; Geoff Norris; Greg Tschernez and Nathan George, Caboolture Sports Club north of Brisbane; Giuseppe Cardoni, Emanuele Filippi, Grey Cat Jazz Festival – Follonica (Grosseto) Italy; Tatiana Gorilovsky, Archie Shepp, EFG London Jazz Festival at the Barbican Centre, London; Mitchel Seidel,
Adrian Cunningham and band, Shanghai Jazz in Madison, New Jersey; Joke Schot, Maria Schneider and the Subway Jazz Orchestra, Belgrade; Antonio Porcar Cano, Mark Whitfield and Philip Catherine, Festival de Jazz de Santander, Spain
- 2024: Susana Santos Silva by Luciano Rossetti. Nominiert:  Harrison Bankhead Memorial by Michael Jackson; Alexander von Schlippenbach by Frank Schindelbeck; Cécile McLorin Salvant by Urszula Las; Andrzej Swies by D. Kwapisiewicz; Pola Atmanska by Lech Basel

### Jazz-Album Art of the Year
- 2020: A Wall Becomes A Bridge (Kendrick Scott Oracle, Blue Note) von Yashua Klos; nominiert: Playtime 2050 (Nick Sanders Trio, Sunnyside) von Leah Saulnier, Christopher Drukker; Water (Fima Chupakhin, s/r) von Andrew Nedzvedsky, Hellmark Studio; Dream A Little… (Champian Fulton/Cory Weeds, Cellar Live) von Takao Fujioka; Longboard: Being Wild (Alban Darche/Matthieu Donarier/Meivelyan Jacquot, YOLK Music) von Kerne Erickson © Greg Young Publishing, Inc. - Design von Jean Depagne, Anima Production.
- Bill Evans - Live at Ronnie Scott's von David Stone Martin. 2021: Nominiert: Bill Evans Live at Ronnie Scott‘s album cover, Artwork von David Stone Martin; Source, (Nubya Garcia, Concord), Artwork von Clairelaurâ, Art Direction by Nubya Garcia; Fire In My Head: The Anxiety Suite, (Ian Carey Quintet +1, Slow & Steady), Artwork und design von Ian Carey; Jerry Granelli Trio Plays Vince Guaraldi & Mose Allison, Jerry Granelli Trio (RareNoise), Artwork von Steven Erdman; Swirling (Sun Ra Arkestra, Strut), Into the Silence (Peter Evans, More is More-Old Heaven) Woodcut von Liu Qingyuan
- 2022: RUDY GUTIERREZ for Kenny Garret's Sounds from the Ancestors

(Mack Avenue)
Nominees: Martel Chapman for Retrospect in Retirement of Delay: The Solo Recording (Hassan Ibn Ali, Omnivore); Chris Pouler for A Prayer For Lester Bowie (David Sanford Big Band featuring Hugh Ragin, Greenleaf Music); Wadada Leo Smith for Trumpet (Wadada Leo Smith, TUM); Nora Howard for Long Tall Sunshine (Barry Altschul’s 3dom Factor, Not Two)
- 2024: Roscoe Mitchell Orchestra and Space Trio at the Fault Zone Festival, painting by Roscoe Mitchell. Nominiert: Matana Roberts, Coin Coin Chapter Five: In the Garden, collage by Matana Roberts (Constellation); Johan Lindstrom and Norrbotten Big Band, art by Bogdan Lupescu (Moserobie Music Production); Idris Ackamoor and the Pyramid, AfroFuturistic Dreams illustration by David Alabo (Strut Records); Fly or Die Fly or Die Fly or Die (World War), cover art by Jaimie Branch & John Herndon (International Anthem)